# Mosquée Al Ihsan d'Argenteuil
La mosquée Al Ihsan (mosquée de la Bienfaisance), parfois surnommée mosquée Renault par les fidèles, est un édifice religieux musulman situé à Argenteuil, en France.

## Histoire
La mosquée est issue de la réhabilitation d'un garage Renault édifié dans les années 1970, vendu en 1999 à l'association musulmane Al-Ihsan. Les travaux débutent en 2001.
La mosquée et le centre culturel sont inaugurés, en 2010, par le Premier ministre François Fillon.

## Description
La mosquée, une des plus grandes de France, est un imposant bâtiment en forme de « L » construit dans le style architectural mauresque. Elle peut accueillir jusqu'à 2 300 fidèles dans deux salles : une salle des femmes de 700 places et une salle des hommes de 1 600 places. Elle se distingue par son minaret de 15 mètres de haut et son dôme ocre. L'édifice possède aussi une bibliothèque et six salles de classe d'une école coranique, ouverte en 2002, où sont dispensés des cours d'arabe et d'Islam à près de 1 000 élèves,.

## Lieu d'échanges
En 2015, après les attentats de Paris, les Imams du Val-d'Oise s'y réunissent afin d'évoquer les mesures à prendre pour préserver le « vivre ensemble » et lutter contre les endoctrinements radicaux.